# Manoscritto di Udine
Il Manoscritto di Udine (Videnski Rokopis in sloveno) è un documento del XV secolo che contiene, tra le varie annotazioni, anche un elenco di numeri scritti in lingua slovena con caratteri latini.

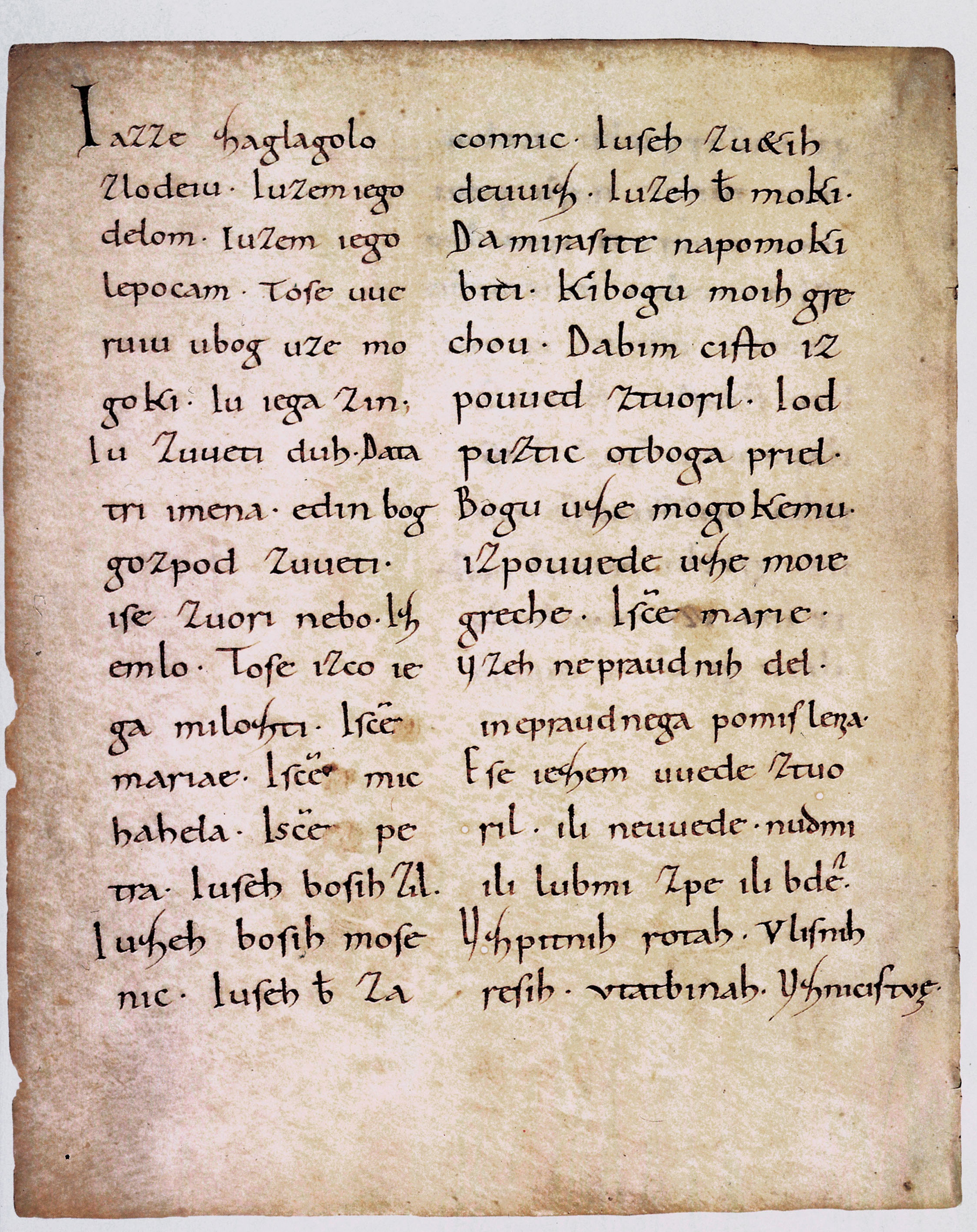
I manoscritti di Frisinga

## Epoca

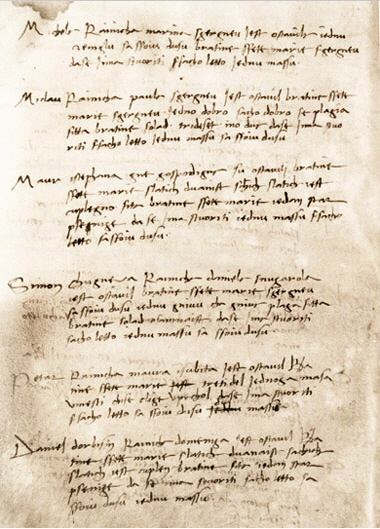
Il Manoscritto di Cergneu

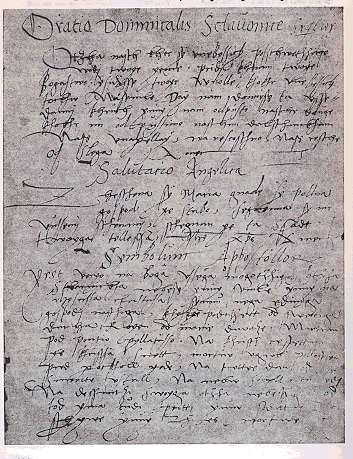
Il Manoscritto di Castelmonte

Le più importanti testimonianze manoscritte in sloveno, a noi pervenute, possono riassumersi in:
- Monumenti di Frisinga (Brižinski Spomeniki in sloveno), datati la metà del IX secolo e scoperti nel XIX secolo; contengono frasi rituali di confessioni, annotazioni su prediche riguardanti il peccato e la penitenza e formule di abiura.[1]
- Manoscritto di Rateče o di Klagenfurt (Rateški o Celovški Rokopis in sloveno), datato 1362-1390 e riportante le preghiere del Pater Noster, dell'Ave Maria e del Credo.
- Manoscritto di Stična (Stiški Rokopis in sloveno), collocato negli anni 1428-1440, contenente brevi testi di carattere religioso.
- Manoscritto di Udine scritto a metà del XV secolo.
- Manoscritto di Cergneu ( Černjejski Rokopis in sloveno) della fine del XV secolo (1459-1585) riportante annotazioni sulle donazioni fatte dai fedeli alla Confraternita di Santa Maria di Cergneu.
- Manoscritto di Castelmonte ( Starogorski Rokopis in sloveno), compilato alla fine del XV secolo (1492-1498) con il testo delle preghiere del Pater Noster, dell'Ave Maria e del Credo.[2][3]

Il Manoscritto di Udine fu compilato nel periodo compreso tra l'anno 1438 ed il 1471. Attualmente è custodito presso la Biblioteca civica Vincenzo Joppi di Udine ed è il più antico, fra i documenti sopra elencati, conservato nei musei e nelle biblioteche italiane.

## Contenuto

### Generalità
Il Manoscritto è conosciuto anche come "Quadernetto memorie Cattarina Seraduraro o pur di Fabro" mentre nella storia della letteratura slovena, data la sua ubicazione, viene nominato come "Videnski Rokopis".

Il libretto è realizzato in pergamena e consiste, ad eccezione della copertina, in 40 fogli dalle dimensioni di 14,3x11 centimetri.

La sua importanza per la lingua slovena è dovuta al fatto che, in un contesto di annotazioni effettuate in lingua friulana, viene elencata una successione di numeri scritti in sloveno.
Le cifre riportate sono:
- le unità/decine da 1 a 42;
- le centinaia da 100 a 500;
- le migliaia solamente fino al 2000.[2]

La compilazione della parte in lingua slovena avvenne il 29 ottobre 1458 ad opera di Nicholo Pentor di Cormons.

### La sequenza di numeri
La numerazione riportata sul volumetto è la seguente:
"Sclauonesco abacho IHS 1458 ady 29 otuber Nicholo Pentor
edem (1) - dua (2) - try (3) - stiry (4) - pet (5) - ses (6) - sedem (7) - osam (8) - devet
(9) - deset (10) - edemnaist (11) - duanaist (12) - (naista) - trynaist - stirinaist - petnaist -
sestnaist - sedemnaist - osemnaist - deuetnaist - duadeset - duadesetinoedem - duadesetinodua
- duadestinotry - duadesetinostiry - duadesetinopet - duadesetinoses - duadesedinosedem -
duadesetinosam - duadesetinodeuet -trideset - tridesetinoedem - tridesetinodua -
tridesetinotry - trydesetinostiry - trydesetinobpet - trydesetinoses - tridesetinoseden -
trydesetinosam - trydesetinodebet - stirydeset - stirydesetinoedem - stirydesetinodua.
stu (100) - dua stu (200) - try stu (300) - stiry stu (400) - pet stu (500). edemmigau
(1000) - edentausem (1000) - duatausem (2000)."